# Campionato Internazionale 1934-1935
La stagione 1934-1935 è stato il venticinquesimo Campionato Internazionale, e ha visto campione l'Hockey Club Davos.

## Gruppi

### Gruppo Est

#### Classifica
| Posizione | Squadra    | G | V | N | P | GF | GF | DR | Punti | Osservazioni            |
| --------- | ---------- | - | - | - | - | -- | -- | -- | ----- | ----------------------- |
| 1.        | Davos      | 4 | 4 | 0 | 0 |    |    |    | 8     | Qualificato alla finale |
| 2.        | St. Moritz | 4 | 1 | 0 | 3 |    |    |    | 2     |                         |
| 3.        | Arosa      | 4 | 1 | 0 | 3 |    |    |    | 2     |                         |

### Gruppo Centrale

#### Classifica
| Posizione | Squadra          | G | V | N | P | GF | GF | DR | Punti | Osservazioni            |
| --------- | ---------------- | - | - | - | - | -- | -- | -- | ----- | ----------------------- |
| 1.        | Zürcher SC       | 4 | 4 | 0 | 0 |    |    |    | 8     | Qualificato alla finale |
| 2.        | Grasshopper Club | 4 | 1 | 0 | 3 |    |    |    | 2     |                         |
| 3.        | Berna            | 4 | 1 | 0 | 3 |    |    |    | 2     |                         |

### Gruppo Ovest

#### Classifica
| Posizione | Squadra       | G | V | N | P | GF | GF | DR | Punti | Osservazioni            |
| --------- | ------------- | - | - | - | - | -- | -- | -- | ----- | ----------------------- |
| 1.        | GG Bern       | 4 | 3 | 0 | 1 |    |    |    | 6     | Qualificato alla finale |
| 2.        | Château-d'Œx  | 4 | 3 | 0 | 1 |    |    |    | 6     |                         |
| 3.        | Star Lausanne | 4 | 0 | 0 | 4 |    |    |    | 0     |                         |

## Finale

### Classifica
| Posizione | Squadra    | G | V | N | P | GF | GF | DR | Punti | Osservazioni      |
| --------- | ---------- | - | - | - | - | -- | -- | -- | ----- | ----------------- |
| 1.        | Davos      | 2 | 2 | 0 | 0 |    |    |    | 4     | Campione Svizzero |
| 2.        | Zürcher SC | 2 | 1 | 0 | 1 |    |    |    | 2     |                   |
| 3.        | GG Bern    | 2 | 0 | 0 | 2 |    |    |    | 0     |                   |

## Verdetti
| Campionato Internazionale 1934-1935 | Campionato Internazionale 1934-1935 |
| ----------------------------------- | ----------------------------------- |
| Campionato Internazionale           | Davos                               |

### Roster della squadra vincitrice
| Vincitori del Campionato Internazionale HC Davos | Portieri: Difensori: Albert Geromini Attaccanti: Ferdinand Cattini, Hans Cattini, Bibi Torriani Allenatore: Alternatamente: Ferdinand Cattini/Hans Cattini/Bibi Torriani |